# Menidia conchorum
Menidia conchorum is een  straalvinnige vissensoort uit de familie van koornaarvissen (Atherinidae). De wetenschappelijke naam van de soort is voor het eerst geldig gepubliceerd in 1927 door Hildebrand & Ginsburg.
De soort staat op de Rode Lijst van de IUCN als Gevoelig, beoordelingsjaar 1996.